# Alcazar de Jerez de la Frontera
Pour les articles homonymes, voir Alcazar.
L'alcazar de Jerez est un ensemble fortifié du Moyen Âge situé dans la ville espagnole de Jerez de la Frontera, dans la province andalouse de Cadix.
Construit au cœur de la ville au XIIe siècle, il fut par la suite remodelé. Aujourd'hui propriété de la municipalité, il présente un bon état de conservation. Ses murailles, ses bains, ses différentes salles et sa mosquée sont représentatifs de l'architecture almohade et dénotent l'influence chrétienne postérieure. L'ensemble fut classé monument historique en 1931 

## Histoire
La construction de l'alcazar de Jerez remonte au XIIe siècle. Elle est décidée par les Almohades, dans une ville importante tant d'un point de vue commercial que stratégique, du fait de sa situation à proximité de Séville et de Cadix. Le site retenu, au sud-est de la ville et surélevé par rapport à cette dernière, est occupé depuis la Préhistoire, comme en témoignent les différents vestiges archéologiques retrouvés sur place. Au XIe siècle, la ville est placée sous le pouvoir du royaume de taifa d'Arcos de la Frontera. C'est à cette époque qu'est planifiée l'érection d'un premier ensemble fortifié, aujourd'hui disparu.
La ville se déclare au XIIe siècle indépendante du pouvoir almoravide et s'auto-érige en royaume autonome. Elle se livre aux Almohades arrivés à partir de 1147. C'est à cette époque que la ville commence à rayonner et qu'est bâti l'alcazar. Celui-ci est doté pour sa défense de solides remparts, qui sont ensuite prolongés pour ceindre la totalité de la médina, sur environ 4 kilomètres. Il servait de lieu de garnison et de résidence au gouverneur almohade de la ville.
La ville est conquise par Ferdinand III de Castille peu après la prise de Séville en 1248. Eu égard aux difficultés d'organiser les vastes royaumes de Cordoue, Jaén et Séville récemment incorporés par la Castille, le monarque place la région du bas Guadalquivir, dont Jerez, sous un régime de protectorat : Jerez n'est qu'une ville vassale de Ferdinand III et les Musulmans demeurent sur place avec des statuts particuliers. En 1255, les troupes castillanes exigent la livraison de l'alcázar. Une garnison chrétienne s'y établit dès lors.
En 1264, la pression constante de la politique d'Alphonse X de Castille sur les Musulmans du sud-ouest de l'Andalousie fait éclater une révolte des mudéjars, dont Jerez est l'un des centres les plus actifs. La garnison chrétienne de l'alcazar est massacrée par la population. Ces heurts provoquent une réponse ferme du roi castillan qui incorpore définitivement la ville à son domaine et en chasse les musulmans, après cinq mois d'un siège difficile. L'alcazar devient une forteresse royale, jouant un rôle défensif secondaire. Des Lieutenants sont nommés pour assurer la garde de la forteresse.
L'alcazar subit, à la suite de la reconquête, diverses modifications. La mosquée est convertie en chapelle, et les salles sont réaménagées. Néanmoins, son entretien est plus qu'aléatoire, à tel point qu'Henri IV de Castille, lors de son séjour à Jerez en 1464, doit être logé hors de l'alcazar, en trop mauvais état. À partir de 1470, l'alcazar subit une importante campagne de travaux de restauration et de réorganisation, sous l'impulsion du Marquis de Cadix, lieutenant. Ce dernier fait restaurer les murailles et ajoute une tour, la tour Ponce de León. Ces interventions permettent de redonner son lustre à la forteresse, qui peut accueillit en toute dignité les Rois Catholiques lors de leur venue en 1478.
Las, la forteresse retourne à son état de délabrement à compter du XVIe siècle. L'alcazar souffre d'un manque d'entretien chronique et tombe en ruines. Ce triste constat est reflété dans un rapport rédigé en 1558. Au XVIIe siècle, les résidences islamiques sont abattues pour laisser la place à une construction baroque, exécutée par Lorenzo Fernández de Villavicencio.
Le sort de l'alcazar connaît dès lors une lente amélioration. Au XXe siècle, la forteresse passe de la famille Villavicencio à Salvador Díez, qui fait réaliser des travaux, après quoi l'alcazar retombe de nouveau en ruines. Dans les années 1960, une société projette d'édifier un hôtel au cœur de l'enceinte. Le projet est bloqué par la mairie, qui parvient à s'approprier les lieux en 1981. Depuis cette date, le monument fait l'objet de toutes les attentions et bénéficie d'un patient travail de restauration, destiné à lui restituer tout son lustre d'antan .

## Description

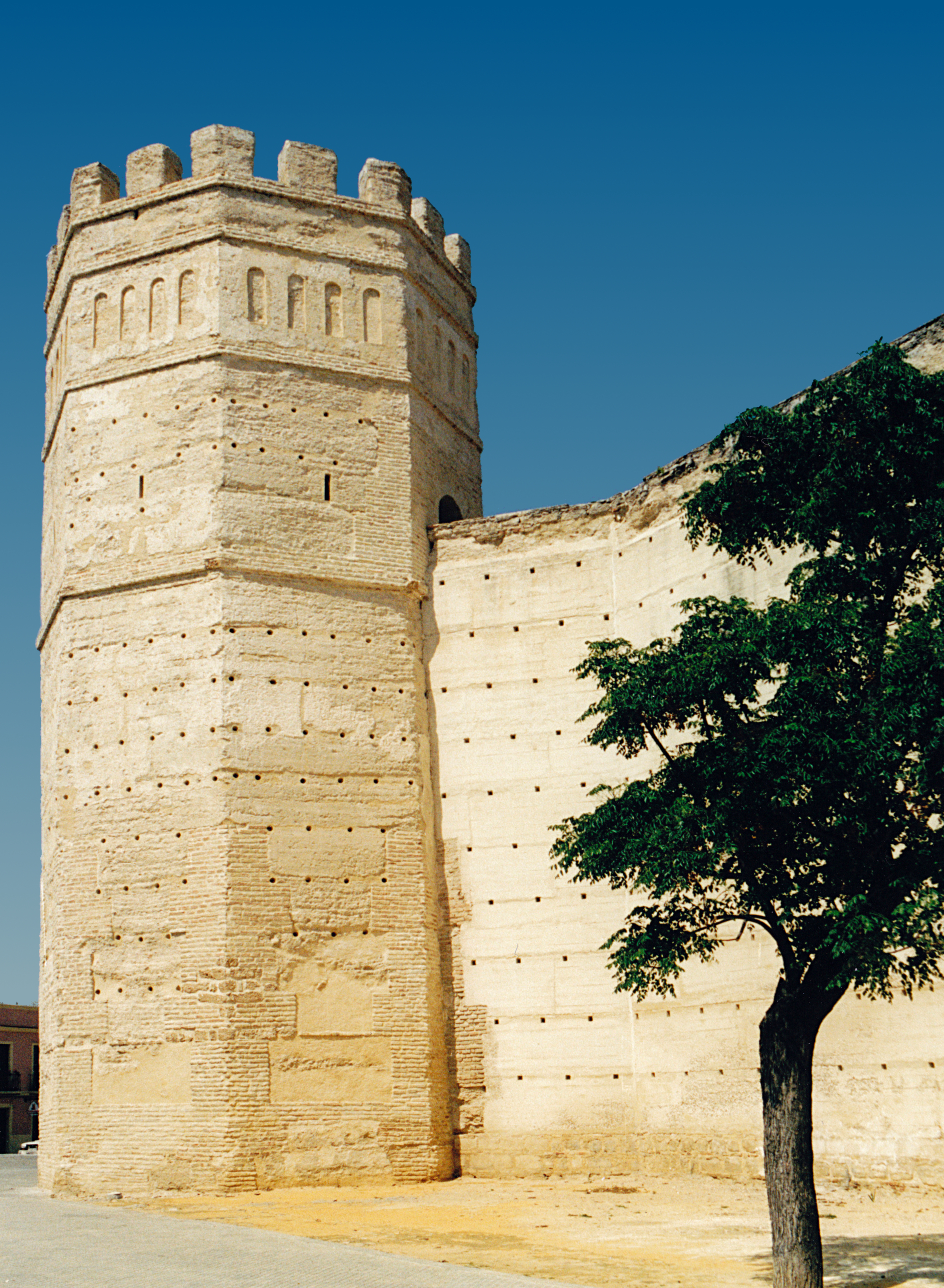
Tour octogonale et remparts.

L'alcazar se présente sous la forme d'un vaste quadrilatère ceint de hautes murailles. Les murs sont faits de pisé, comme il est fréquent dans l'architecture militaire almohade. Des pans de muraille adoptant d'autres techniques de construction ponctuent la muraille, signe d'une restauration ou d'une reconstruction postérieur à l'époque islamique. Une dizaine de tours crénelées en brique et en pierre rythment cette enceinte, dont les mieux préservées sont la Tour octogonale (la seule à ne pas être bâtie sur un plan carré), la Tour de Ponce de León et la Tour de l'Homenaje .
L'intérieur de cette enceinte paraît curieusement vide. Cette caractéristique s'explique par la fonction essentiellement militaire de la construction. Les lieux étaient surtout occupés par des casernes, dont l'espace est aujourd'hui planté de jardins et la place d'armes, d'époque chrétienne. Les plus hauts gradés résidaient dans les tours, dont la robuste tour de l'Homenaje, réservée au gouverneur. La tour Ponce de León, bâtie en 1471, reprend également le schéma de donjon ou de tour-palais avec ses pièces servant de résidence.
Le seul palais conservé de l'époque islamique est le Palais du Patio de Doña Blanca, qui était à l'origine un pavillon de villégiature. On peut encore admirer sa structure et ses différentes pièces et cours. Plus original dans ce cadre islamique est le petit palais baroque bâti au XVIIe siècle par Lorenzo Fernández de Villavicencio. Cette bâtisse prend appui sur la muraille et des constructions antérieures et tranche singulièrement dans cet environnement défensif médiéval.

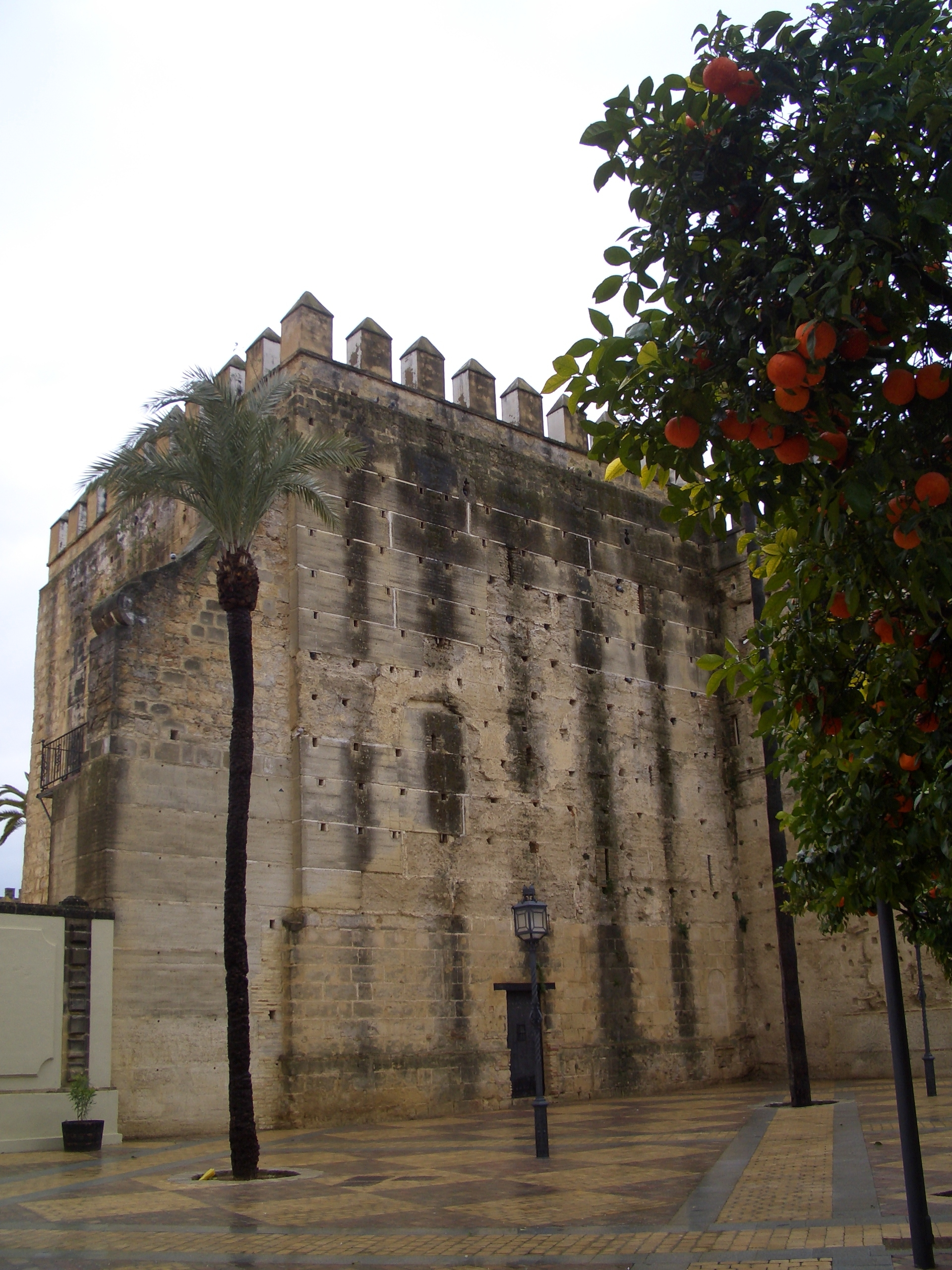
Tours carrées de l'Alcázar de Jerez
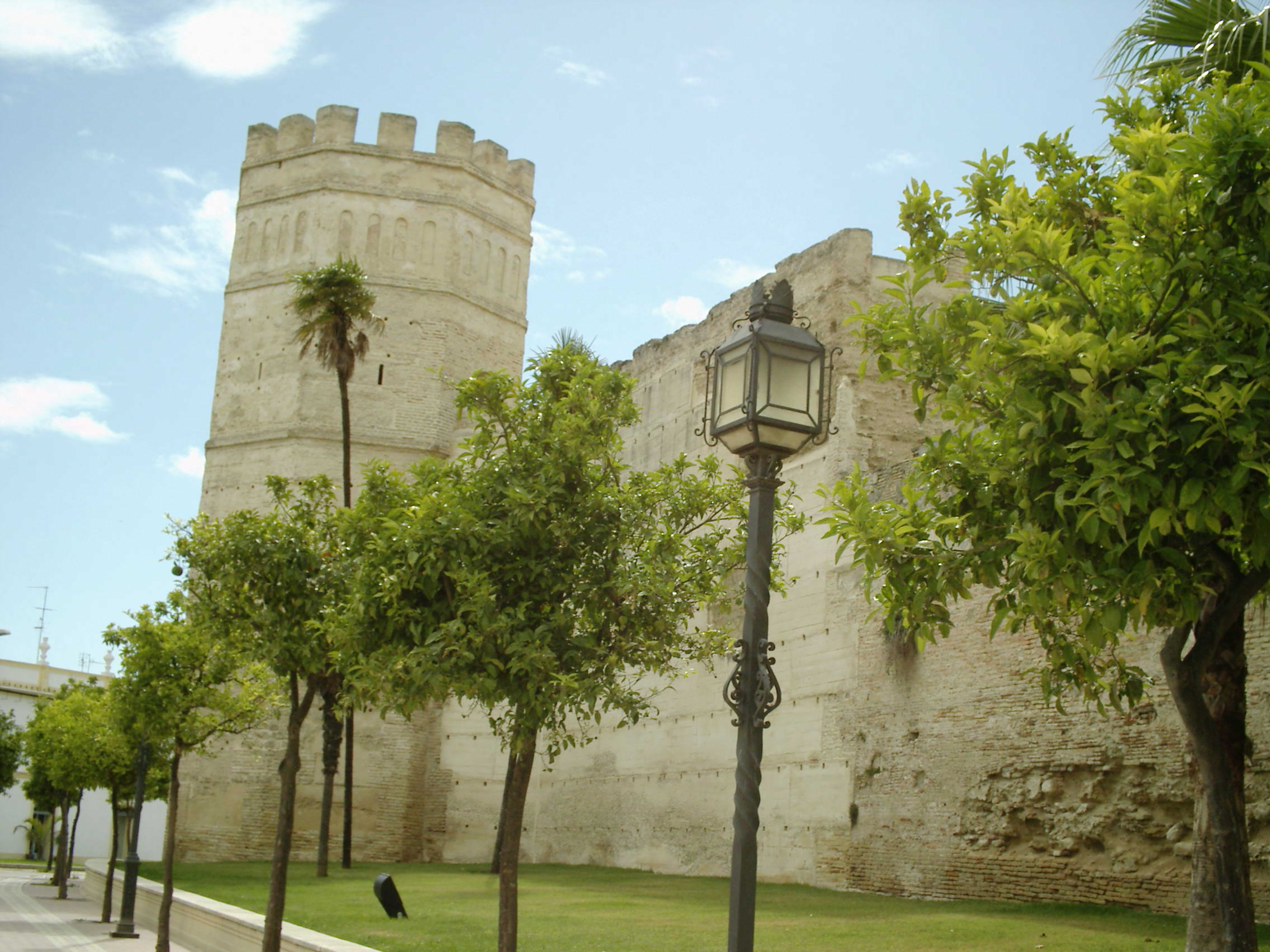
Tour octogonale et remparts
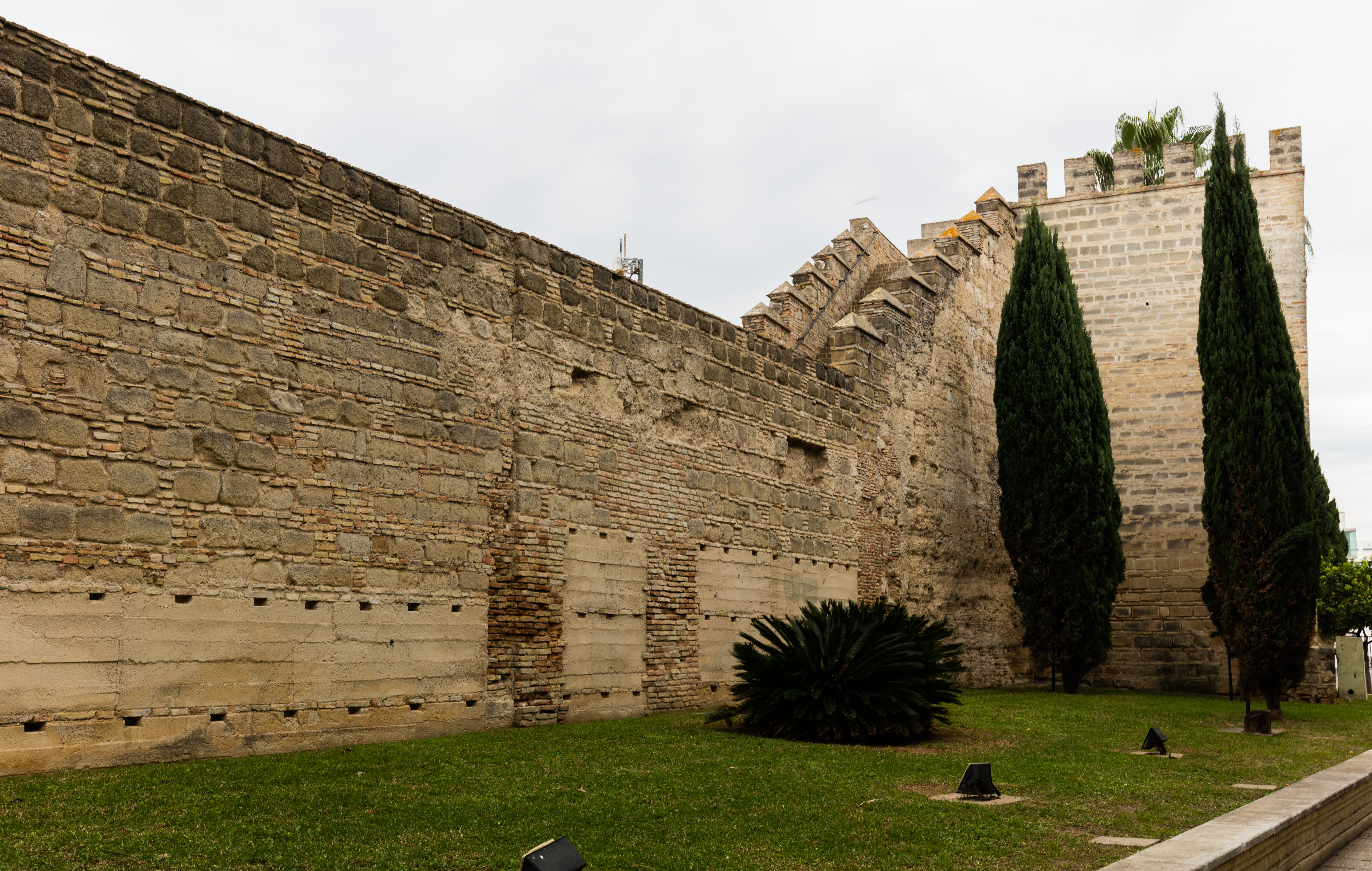
Mur
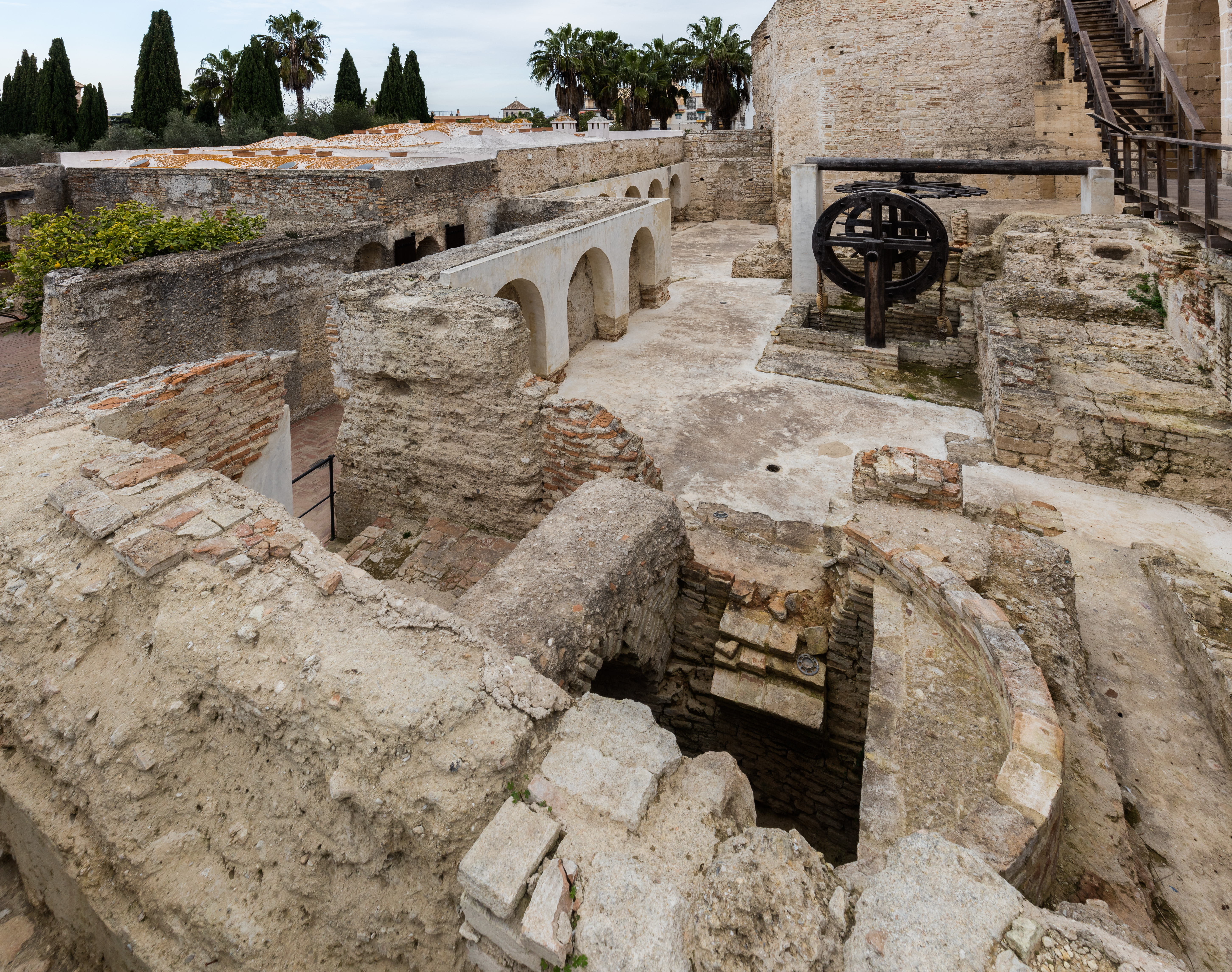
Fouilles à l'intérieur de l'Alcazar
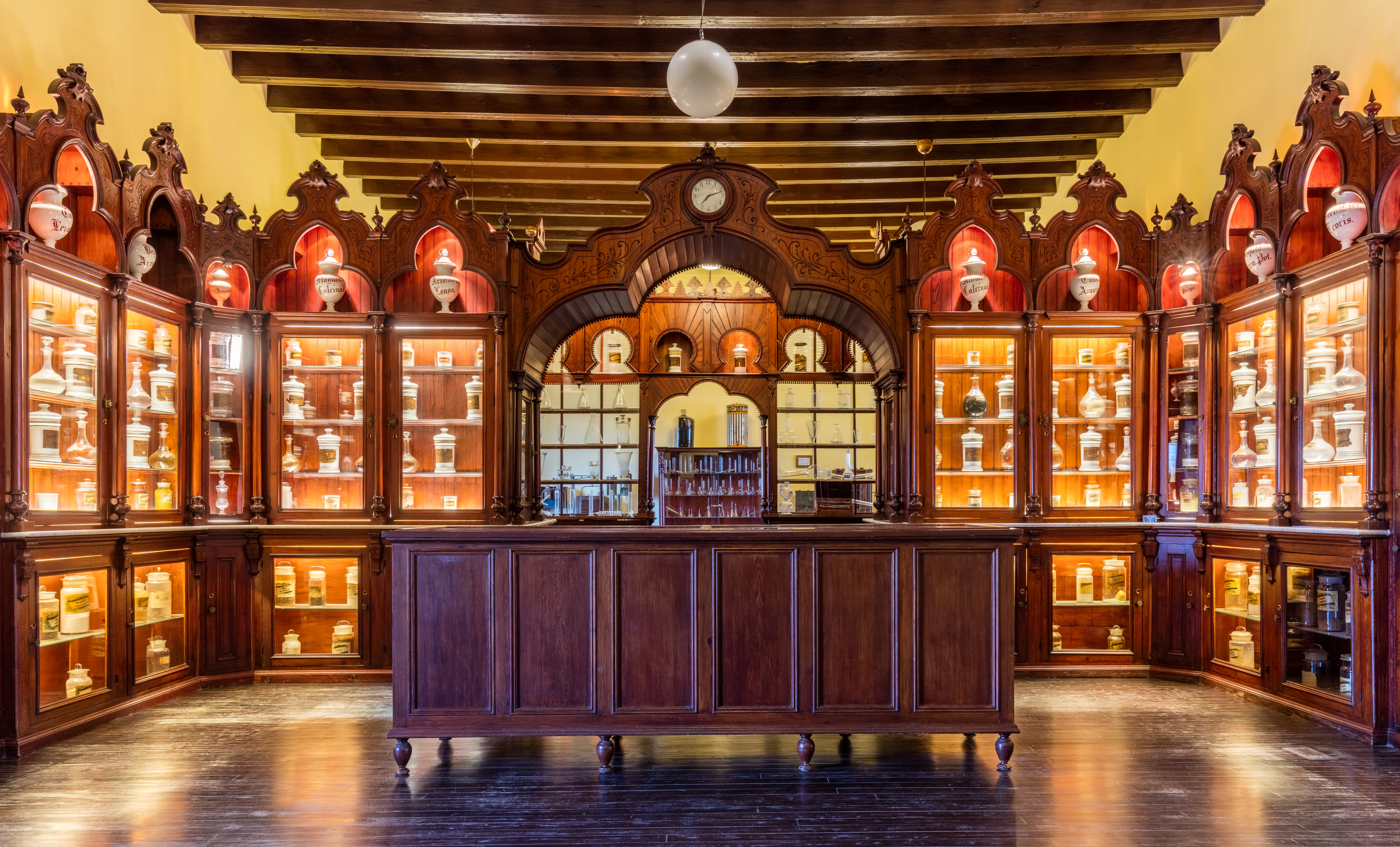
Pharmacie dans le Palais de Villavicencio

### La mosquée

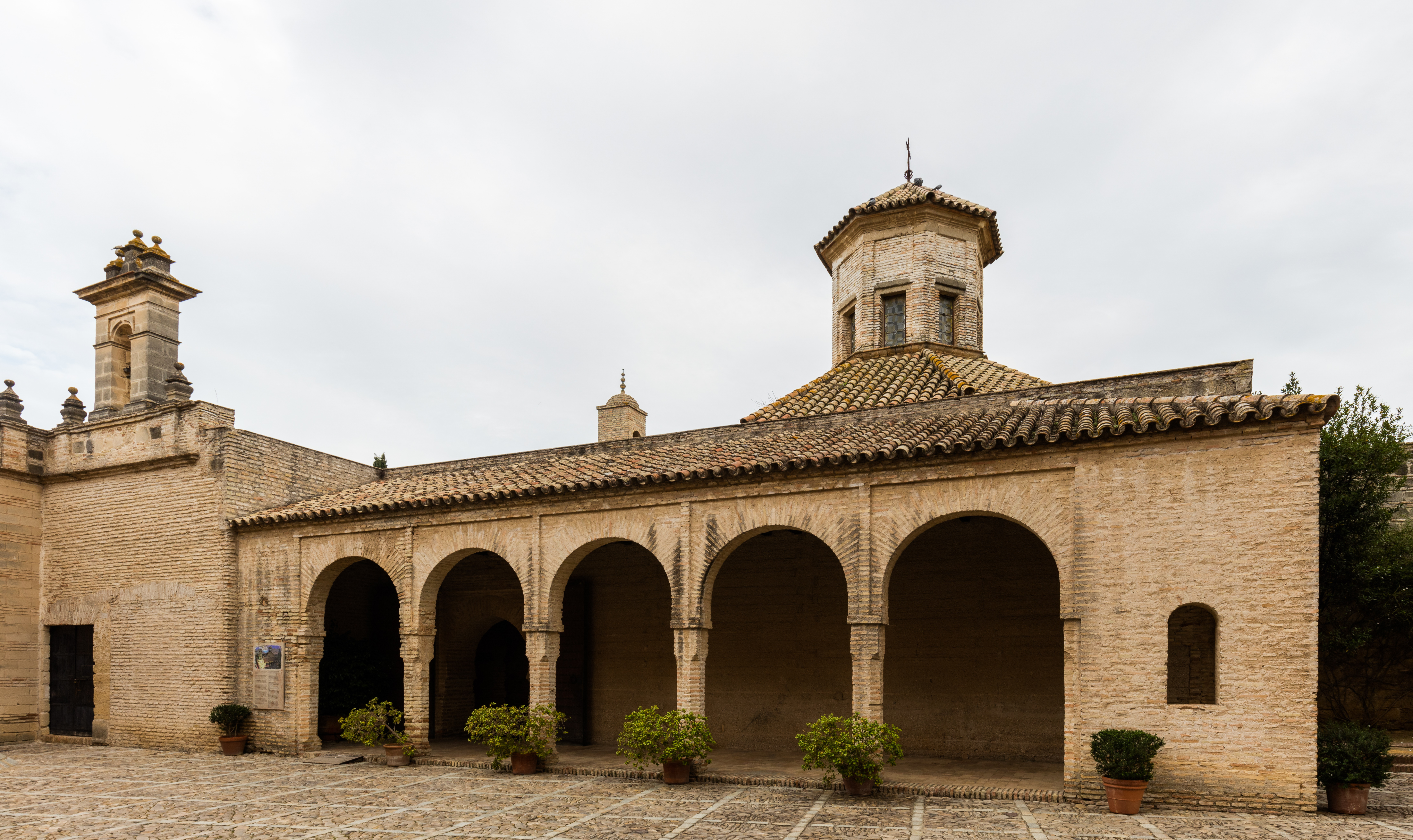
Mosquée de l'Alcázar de Jerez

L'un des éléments les plus intéressants de l'alcazar de Jerez de la Frontera est sa mosquée, l'une des rares conservées en Espagne.
Avec la remise de la forteresse à la Couronne de Castille en 1255, la mosquée est convertie en chapelle dédiée à la Vierge par Alphonse X. En dépit de quelques modifications survenues postérieurement, la mosquée a conservé en grande partie son apparence d'origine. Sa structure est intacte, avec son minaret devenu clocher, sa petite cour des ablutions et sa salle de prière dotée d'un mirhab indiquant la direction de La Mecque. Incendiée lors de la révolte de 1264, elle est restaurée dès la prise définitive de Jerez la même année. L'état de délabrement du lieu obligea au XVIe siècle à déplacer le culte dans les bains de a.
L'architecture du lieu, très dépouillée, est caractéristique de la période almohade, et ne rappelle en rien l'audace et le faste de la Grande mosquée des Omeyyades à Cordoue. On accède à la salle de prière à travers un petit couloir partant de la cour des ablutions, et s'ouvrant par quatre arcs outrepassés. La salle de prière se présente sous la forme d'un carré couronné d'une superbe voûte d'ogives octopartite (à huit voûtains) sur trompes ayant remplacé le plafond en bois original, disparu lors des évènements de 1264. Le mirhab, très simple, est flanqué d'une discrète porte reprise à l'époque chrétienne, par laquelle entraient les dignitaires de la forteresse.

### Les bains

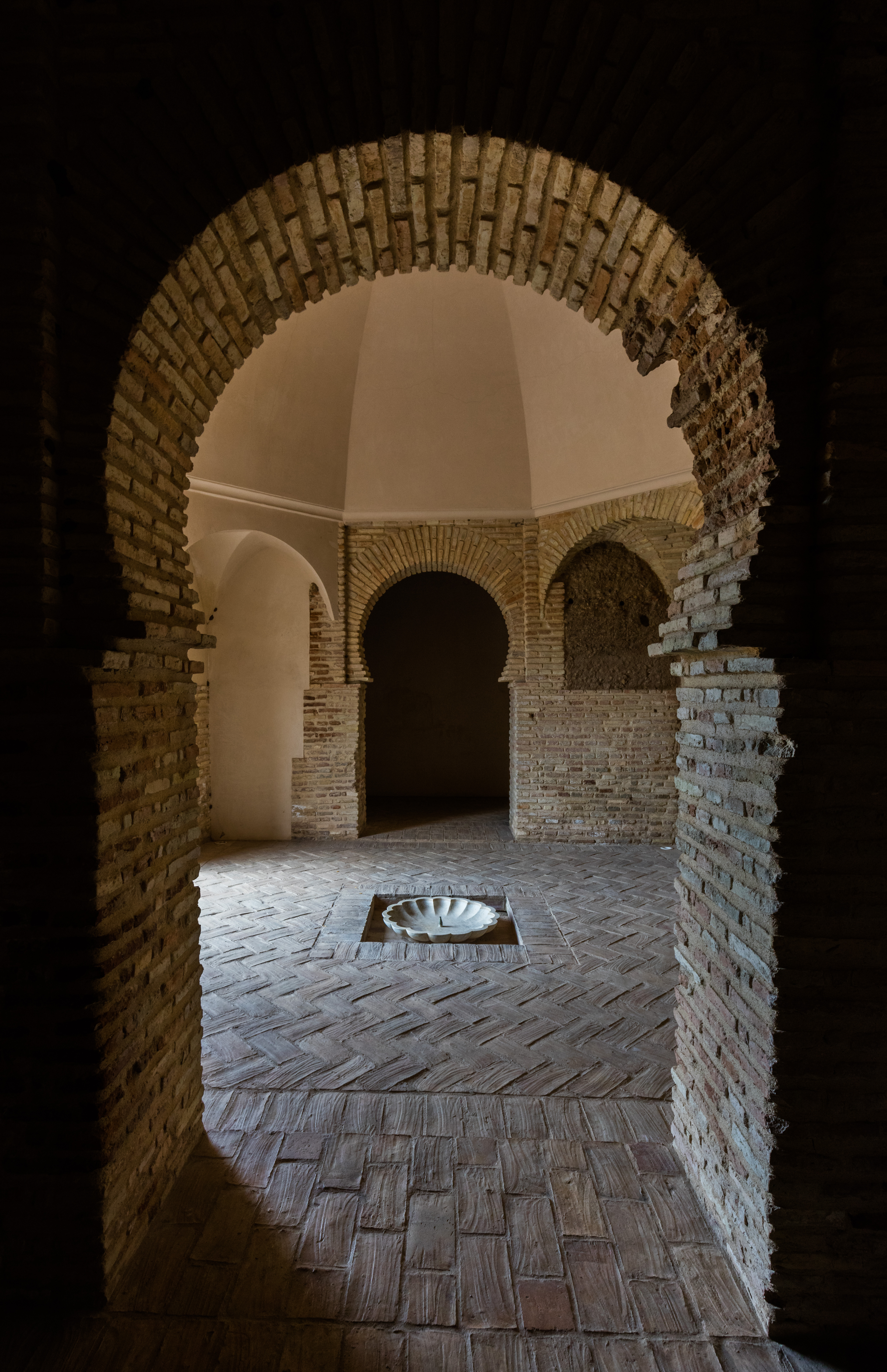
Les bains

Les bains, ou hammams sont situés à proximité de la porte donnant accès à la campagne alentour. Cette position indique peut-être son utilisation après un voyage. Les bains remplissaient une fonction religieuse, hygiénique et ludique.
Les différentes salles ont été conservées. On distingue ainsi un petit vestibule formé de deux pièces, qui servait de vestiaire. Cet espace aujourd'hui découvert était à l'origine pourvu d'un toit comme en témoignent les bases d'arcs sur les murs.
Ce vestibule donnait accès aux zones de bains à proprement parler, situées à un niveau inférieur. La première salle est la salle froide, suivie de la salle tiède. Cette dernière est la plus vaste de l'ensemble et est encore couverte de ses voûtes d'origine. Enfin la dernière salle est la salle chaude, dont est partiellement conservé le système de chauffage. Les colonnes d'extraction de la vapeur sont toujours en place.
Par ailleurs, les dépendances de ces bains ont subsisté. C'était dans ces annexes qu'était réalisé le travail qui permettait aux bains de fonctionner : chaufferie, la réserve de bois, ainsi que la citerne qui alimentait en eau les bains.

## Protection
L'alcazar fait l’objet d’un classement en Espagne au titre de bien d'intérêt culturel depuis le 3 juin 1931.